# Leptotyphlops emini
Leptotyphlops emini este o specie de șerpi din genul Leptotyphlops, familia Leptotyphlopidae, descrisă de Boulenger 1890. Conform Catalogue of Life specia Leptotyphlops emini nu are subspecii cunoscute.